# Norbert Meder
Norbert Meder (* 16. Mai 1947 in Meckenheim) ist ein deutscher Pädagoge. Von 2002 bis 2012 war er Professor für Allgemeine Pädagogik an der Universität Duisburg-Essen.
Nach dem  Studium der Philosophie, Mathematik und Pädagogik an den Universitäten Mainz, München und Köln folgte die Promotion in Philosophie Köln 1974. Anschließend habilitierte er dort 1984 im Fach Pädagogik. Von 1986 bis 1992 war Meder Geschäftsführer der Janus Projekte GmbH und von 1992 bis 2001 Professor für Informatik im Bildungs- und Sozialwesen an der Universität Bielefeld. Zwischen 1994 und 2001 saß Meder im Vorstand des Instituts für Didaktik der Mathematik (IDM) und seit dem Wintersemester 2001/2002 bis Sommersemester 2012 war er Professor für Allgemeine Systematische Pädagogik an der Universität Duisburg-Essen.
Meder hat vor allem zu Themen der Bildungsphilosophie, der Informationstechnologie in pädagogischen Handlungszusammenhängen, der Wissensorganisation und Allgemeinen Didaktik und zur Theorie der Wissensgesellschaft gearbeitet und die didaktische Ontologie der Web-Didaktik weiter entwickelt.

## Publikationen (Auswahl)
- Web-Didaktik, 2006
- Schwerpunkt: Zeit- & Freizeitforschung , 2005
- Zwischen Gleichgültigkeit und Gewissheit, 2003
- Freizeit zwischen Ethik und Ästhetik , 1997
- Kognitive Entwicklung in Zeitgestalten, 1989